# المجموعة الفردانية I1
المجموعة الفردانية I1، أو I-M253، والمعروفة أيضًا باسم السُّلالة I1، هي مجموعة فرادنيَّة بشريَّة ذكوريَّة وتُحددها العلامات الجينية المؤكدة على أن طفراتها هي M253، M307.2 / P203.2، M450 / S109، P30، P40، L64، L75، L80، L81، L118، L121 / S62، L123، L124 / S64، L125/S65، L157.1، L186، وL187. وهو فرع أساسي من السُّلالة I.

## التوزيع
يُعتقد أن المجموعة الفردانية I1 كانت موجودة بين الصيادين وجامعي الثمار الأوروبيين في العصر الحجري القديم الأعلى باعتبارها سلالة ثانويَّة، ولكن بسبب غيابها شبه الكامل في عينات الحمض النووي قبل العصر الحجري الحديث، يُعتقد أنها ليست منتشرة على نطاق واسع. تُثبت عينات I1 من العصر الحجري الحديث أنها متناثرة جدًا أيضًا، مما يشير إلى تشتت سريع مرتبط بالتأثير المؤسس في العصر البرونزي الشمالي الذي حدث في الأراضي الإسكندنافيَّة. تنتشر السُّلالة I1 إلى ترددها العالي في السويد (52 بالمائة من الذكور في مقاطعة فاسترا جوتالاند) وغرب فنلندا (أكثر من 50 بالمائة في مقاطعة ساتاكونتا). ومن حيث المعدلات الوطنية، تتواجد السُّلالة I1 في 38-39% من الذكور السويديين، وكذلك نسبة جيدة تصل إلى 37% من الذكور النرويجيين، ونسبة 34.8% من الذكور الدنماركيين، وقرابة 34.5% من الذكور الآيسلنديين، وحوالي 28% من الذكور الفنلنديين. مما يُوصف على أنها أحد السُّلالات الإسكندنافيَّة وأسلاف الشُّعوب الجرمانيَّة الأساسيَّة.

## أعضاء بارزون في السُّلالة I1

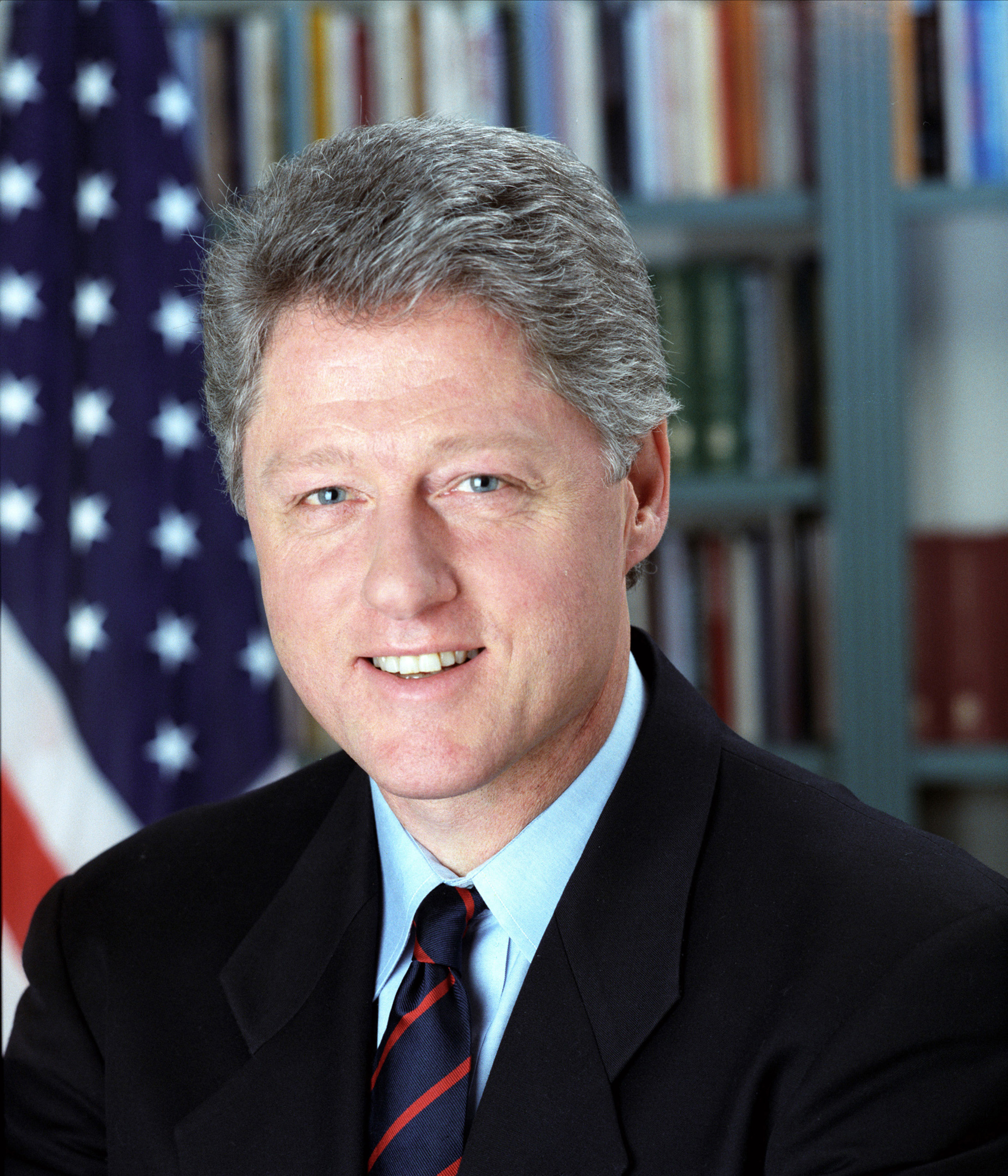
الرئيس الأمريكي الثاني والأربعين، بيل كلينتون، ينتمي إلى السُّلالة I1

من خلال الاختبار المباشر أو اختبار أحفادهم وأدلة الأنساب، تبين أن الأشخاص البارزين التاليين ينتمون إلى السُّلالة I1:

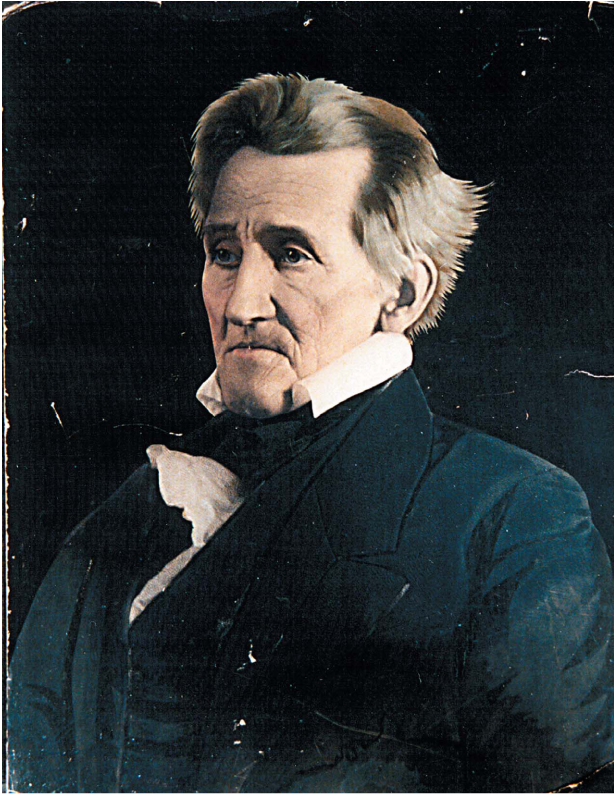
الرئيس الأمريكي السَّابع أندرو جاكسون، ينتمي إلى السُّلالة I1

- ألكسندر هاملتون، أحد الآباء المُؤسسين للولايات المتحدة.[16]

- ينتمي سيمون الفارانجي، الذي يُقال إنه مؤسس عائلة فورونتسوف الروسية النبيلة (بما في ذلك الأمير ميخائيل سيميونوفيتش فورونتسوف وإيلاريون إيفانوفيتش فورونتسوف-داشكوف) إلى السُّلالة I1-Y15024.[17][18][19][20]

- الأمير الروريكي سفياتوبولك اللَّعين (ابن فلاديمير الكبير) ينتمي إلى I1-S2077.[21][22][23]

- بيرغر يارل، دوق السويد من بيت جياتيش الشرقي في بيالبو، وهو مؤسس العاصمة ستوكهولم، حيث تم استخراج رفاته واختبارها في عام 2002 ووجد أنها I-M253.[24] قدمت عائلة بيالبو أيضًا ثلاثة ملوك للنرويج وملك واحد للدنمارك في القرن الرابع عشر.
- الموسيقار البريطاني جوردون سومنر المعروف باسم ستينغ.[25]

- ويليام برادفورد، حاكم مستعمرة بليموث.[26]

- ويليام بروستر، أحد المستعمرين الأوائل والتبشيريين الذين هاجروا إلى أمريكا على متن السفينة مايفلاور.[27]
- الجنرال الكونفدرالي الأمريكي، روبرت إي لي. ومن الأعضاء البارزون الآخرون من نفس العائلة لي في فرجينيا وميريلاند هم ريتشارد لي الأول وريتشارد هنري لي.[28]

- روبرت بروس الأوَّل، ملك اسكتلندا ينتمي إلى السُّلالة I1-Y17395.[29]

- عائلة غريمالدي (الأسرة الملكيَّة الحاكمة لإمارة موناكو الفرنسيَّة منذ سنة 1297 م) تنتمي أيضًا إلى الفئة الفرعية الإسكندنافية من I1، أسفل التحور I1-Y3549.[30]

- أندرو جاكسون، رئيس الولاي المُتحدة الأمريكيَّة السَّابع من 1829 إلى 1837 م.[31][32]
- جيمي كارتر، رئيس الولايات المُتحدة الأمريكيَّة التاسع والثلاثين، من 1977 إلى 1981 م.[33]
- بيل كلينتون، رئيس الولايات المُتحدة الأمريكيَّة الثاني والأربعين، من 1993 إلى 2001 م.[33]

- ليو تولستوي، من كبار الرُّواة الرُّوس وأحد المُفكرين الأخلاقيين.[34][35]

- سنوري ستورلسون، مؤرخ وشاعر أيسلندي.[36]

- إيمانويل سفيدنبوري، عالم وفيسلوف لاهوتي سويدي.[37][38]

- سينر فان رينسبورغ، شخصية بويرية وطنية وصوفية.[39][40]

- بيورن والروس، رجل أعمال ومليونير فنلندي.[36]

- رولف نيفانلينا، عالم الرياضيات الفنلندي.[41][42][43]

- صامويل مورس، مُخترع أمريكي.[44][45][46]

- سيباستيان لارسون ووالده سفانتي لارسون، أحد اللَّاعبين السويديين في كرة القدم، ينتمون إلى السُّلالة I1-Y24470.[47][48][49][50]

- فيلكس كيلبيرغ، مستخدم منصة يوتيوب السويدي الشَّهير باسم بيو دي باي (PewDiePie)، ينتمي إلى السُّلالة I1-L22.[51]

- بيورن أندرسن، مُمثل سويدي ينتمي إلى السُّلالة I1-L22.[52][53][54][55] عاش سلفه يوهان أندريسن على جانبي الحدود السويدية النرويجية.[56][57]

- كريس باين، مُمثل أمريكي ينتمي إلى السُّلالة I1-A13819.[58][59]

- إدموند رايس، مُستعمر وقاضي أمريكي.

- لودفيج فان بيتهوفن، مُلحن وعازف البيانو الألماني الشهير.[60]

## روابط خارجية
- مشروع السُّلالة I1 في فاميلي تري
- مشروع الحمض النووي الإقليمي الدنماركي في فاميلي تري
- مشروع السُّلالة الفرعيَّة I-P109
- مشروع الحمض النووي للجزر البريطانية